# Пилянкевич, Николай Иванович
Николай Иванович Пилянкевич (27 октября (8 ноября) 1819 года, Чернигов — 28 апреля (10 мая) 1856 года, Киев) — украинский и российский правовед.
Сын Ивана Николаевича Пилянкевича (1774—?), учителя латинского языка, учившегося в Замостье у Василия Кукольника (женатого на его старшей сестре) и последовавшего за ним в Россию в 1803 году.
Окончил Первую киевскую гимназию, затем с золотой медалью юридический факультет киевского Императорского университета Святого Владимира (1839), куда поступил вопреки своей склонности к естественным наукам. Преподавал в Киево-Подольском дворянском училище, Первой киевской гимназии, Нежинском лицее, в 1843—1846 гг. слушал лекции в Берлинском университете. С 1846 года и до конца жизни адъюнкт-профессор Императорского университета Святого Владимира. По воспоминаниям Н. С. Лескова, называющего Пилянкевича «даровитым молодым учёным», входил в круг молодой прогрессивно мыслящей киевской профессуры, сложившийся вокруг Сергея Алферьева.
Основной труд Пилянкевича — «История философии права» (1849). Это сочинение носило преимущественно компилятивный характер с использованием работ Раумера, Шталя, Варнкёнига и Россбаха. Тем не менее, после диссертации его учителя Константина Неволина (1835), произведение Пилянкевича было всего лишь второй русской работой по философии права, систематическим изложением материала от Платона до Гегеля, и для своего времени могла бы сыграть роль важного фактологического источника для российского читателя. Однако Пилянкевич не получил разрешения на публикацию, и его труд был напечатан только в 1870 году его учеником Н. К. Ренненкампфом в киевских «Университетских известиях».
Брат — Тимофей Иванович Пилянкевич (ум. 1865), учитель; опубликовал два стихотворения в журнале «Атеней» (1858), показательно высмеянные Николаем Добролюбовым в статье «Атенейные стихотворения» (1859).